# Сэбин, Уоллес
Уо́ллес Клемент Сэ́бин (англ. Wallace Clement Sabine; 13 июня 1868, Ричвуд, Огайо — 10 января 1919, Бостон) — американский физик, основатель архитектурной акустики.
Окончил Университет штата Огайо в 1886 году в возрасте 18 лет. После этого поступил в Гарвардский университет, где после окончания продолжил работать преподавателем. Сэбин был акустическим архитектором Симфонического зала в Бостоне, одного из лучших концертных залов в мире по части акустики.

## Научная деятельность
Сэбин — пионер современной архитектурной акустики. В 1895 году проводилось акустическое улучшение Лекционного зала, части недавно построенного Fogg Museum. Руководящий персонал физического факультета в Гарварде считал это невозможной задачей. На эту работу был назначен молодой преподаватель физики, Сэбин.
Сэбин занялся проблемой, пытаясь определить то, что отличало Лекционный зал от другого, акустически приемлемого. В частности, акустические условия Театра Сандерса считались превосходными. В течение следующих нескольких лет Сэбин и группа помощников проводили исследования акустики в этих залах. Используя трубу органа и секундомер, Сэбин провел тысячи точных (для того времени) измерений времени, требуемого для затухания звуков разных частот в присутствии различных материалов. Он измерил время реверберации зала с несколькими видами ковровых покрытий, и с разным числом людей, занимающим места в зале. Он определил, что тело среднего человека уменьшает время реверберации так же, как и шесть мягких кресел. Эти измерения проводились, как правило, по ночам, чтобы не мешать деятельности обоих залов.
Сэбин экспериментально установил, что существует зависимость между акустическими условиями, размерами зала, а также типом и площадью звукопоглощающих поверхностей. Он сформулировал понятие времени реверберации, которое до сих пор является самой важной характеристикой помещения.
Формула Сэбина:
{\displaystyle T={\frac {0.164V}{A}}},
где {\displaystyle V} — это объём помещения,
{\displaystyle A} — общее звукопоглощение,
{\displaystyle A=a_{1}S_{1}+a_{2}S_{2}+\dots },
{\displaystyle a_{i}} — коэффициент звукопоглощения (зависит от материала, его дисперсных, или фрикционных характеристик),
{\displaystyle S_{i}} — площадь поверхности.
Исследуя различные залы с акустической точки зрения, Сэбин установил, что у хороших концертных залов время реверберации составляет 2-2.25 секунд (звук в зале с меньшим временем реверберации кажется слушателю слишком «сухим»), в то время как у хороших лекционных залов время реверберации немного меньше 1 секунды. Что касается Лекционного зала Fogg Museum, он отметил, что произносимое слово оставалось слышимым в течение приблизительно 5.5 секунд. За это время лектор успевал сказать еще 12-15 слов. Слушателю было очень трудно разобраться в таком нагромождении слов, поэтому речь там звучала невнятно и неразборчиво.
Используя результаты своих исследований, Сэбин расположил звукопоглощающие материалы по всему Лекционному залу, чтобы уменьшить его время реверберации и уменьшить «эффект эха». Выполнение этой работы укрепило авторитет Уоллеса Сэбина, как акустического архитектора. Это привело к его найму в качестве акустического консультанта для Симфонического Зала Бостона, первого концертного зала, который был разработан с использованием теории архитектурной акустики. Его акустический проект завершился большим успехом, и Симфонический зал вообще считают одним из лучших залов в мире. Кроме того, единицу поглощения энергии диффузного звукового поля, Сэбин, назвали в его честь.